# Brit milah
Brit milah er navnet på den jødiske omskærelse på hebraisk (fra hebr. בְּרִית מִילָה [bə'rīt mī'lā]) eller bris(-mile) (fra jiddisch). En jødisk dreng, der er 8 dage gammel, bliver her ved en ceremoni omskåret og får ved samme anledning sit jødiske navn. Derefter følger typisk et festmåltid, hvor familien lykønskes.